# アンドレア・グアルディーニ
アンドレア・グアルディーニ（Andrea Guardini、1989年6月12日 - ）は、イタリア、トレニャーゴ出身の自転車競技（ロードレース）選手。

## 経歴
2011年、ファルネーゼ・ヴィーニ＝セッレ・イタリアにてプロキャリアスタート。
2012年、ジロ・デ・イタリア第18ステージにて優勝。
2013年、アスタナ・プロチームに移籍。
2014年、エネコ・ツアー第1ステージにて優勝。
2017年、UAEチーム・エミレーツに移籍。
2018年、バルディアーニ・CSFに移籍。1年ぶりに参戦するツール・ド・ランカウイにて優勝記録を24勝に伸ばした。

## 主な戦績

### 2007年
- イタリア選手権・ジュニア部門
  - チームスプリント 優勝（+ ステファノ・メレガーロ、エリア・ヴィヴィアーニ）
  - スプリント 優勝
- ヨーロッパ自転車競技選手権大会・ジュニア部門 ケイリン 優勝

### 2009年
- 地中海競技大会 ロードレース 3位

### 2011年
- ツール・ド・ランカウイ　ポイント賞（第1、2、6、7、10ステージ優勝）
- ツアー・オブ・カタール　区間優勝（第5ステージ）
- ツアー・オブ・ターキー　区間2勝（第1、7ステージ）
- ツアー・オブ・スロベニア　区間優勝（第4ステージ）
- ポルトガル一周　区間優勝（第6ステージ）
- ジロ・ディ・パダニア　区間優勝（第5ステージ）

### 2012年
- ツール・ド・ランカウイ　ポイント賞(第2、3、4、8、9、10ステージ優勝)
- ジロ・デ・イタリア　区間優勝（第18ステージ）
- ツアー・オブ・チンハイレイク　区間3勝（第9、10、12ステージ）

### 2013年
- ツール・ド・ランカウイ　区間優勝（第7ステージ）

### 2014年
- ツール・ド・ランカウイ　区間2勝（第3、10ステージ）
- ツアー・オブ・デンマーク　区間2勝（第2、4ステージ）
- エネコ・ツアー　区間優勝（第1ステージ）

### 2015年
- ツアー・オブ・オマーン　ポイント賞（第1ステージ優勝）
- ツール・ド・ランカウイ　区間4勝（第1、2、4、８ステージ優勝）
- ツール・ド・ピカルディ　区間優勝（第2ステージ）
- ワールド・ポーツ・クラシック　区間優勝（第1ステージ）
- アブダビ・ツアー　区間優勝（第1ステージ）

### 2016年
- ツール・ド・ランカウイ　ポイント賞（第1、5、7、8ステージ優勝）

### 2018年
- ツール・ド・ランカウイ　ポイント賞（第1、8ステージ優勝）
- ツアー・オブ・ハイナン　区間優勝（第4ステージ）